# Stadio Tivoli
Lo stadio Tivoli è un impianto sportivo della città tedesca di Aquisgrana. Ospita le partite casalinghe dell'Alemannia e può contenere 32 960 spettatori.
È stato inaugurato il 17 agosto 2009, quando il St. Pauli ha battuto la squadra di casa per 5-0.